# Edmond-Frédéric Fuzet
Edmond-Frédéric Fuzet (Laudun-l'Ardoise, 9 settembre 1839 – Rouen, 20 dicembre 1915) è stato un arcivescovo cattolico e scrittore francese.

## Biografia
Dopo gli studi presso il Seminario di Nîmes è stato ordinato sacerdote nel 1864. Dal 1876 al 1883 è stato vicario parrocchiale a Beaucaire e docente di storia della Chiesa presso l'Università Cattolica di Lilla.
Nel 1884 è stato nominato parroco di Villeneuve-lès-Avignon, dove ha condotto delle ricerche nella chiesa del monastero, devastato dalla Rivoluzione francese. Ha inoltre ritrovato le spoglie del principe Armando di Borbone-Conti: ha fatto restaurare l'epitaffio dedicatogli da Pierre Nicole, e nel 1906 ha fatto spostare i resti presso l'abbazia Port-Royal des Champs.
Dopo diversi anni di cura della parrocchia è stato nominato vescovo di Saint-Denis-de-la-Réunion: ha ricevuto la consacrazione episcopale nella Cattedrale di Nîmes dall'allora vescovo François-Nicolas-Xavier-Louis Besson il 29 gennaio 1888. Ha avuto molti screzi col clero locale, che gli è stato così tanto ostile che nel marzo 1893 la maggior parte dei sacerdoti ha abbandonato l'isola di Réunion.
Nel 1893 è diventato vescovo di Beauvais, riscontrando ancora una volta l'ostilità del clero e, stavolta, anche della popolazione: lo hanno accusato di aver rubato dalle chiese reliquie e vari oggetti religiosi.
Nel 1899 è stato nominato arcivescovo metropolita di Rouen, dove ha svolto un episcopato decisamente più tranquillo dei precedenti. Ha mantenuto la carica fino al 20 dicembre 1915, giorno in cui è stato stroncato da un attacco cardiaco.

## Genealogia episcopale e successione apostolica
La genealogia episcopale è:
- Cardinale Scipione Rebiba
- Cardinale Giulio Antonio Santori
- Cardinale Girolamo Bernerio, O.P.
- Arcivescovo Galeazzo Sanvitale
- Cardinale Ludovico Ludovisi
- Cardinale Luigi Caetani
- Cardinale Ulderico Carpegna
- Cardinale Paluzzo Paluzzi Altieri degli Albertoni
- Papa Benedetto XIII
- Papa Benedetto XIV
- Papa Clemente XIII
- Cardinale Giovanni Francesco Albani
- Cardinale Carlo Rezzonico
- Cardinale Antonio Dugnani
- Arcivescovo Jean-Charles de Coucy
- Arcivescovo Jean-Joseph-Marie-Victoire de Cosnac
- Arcivescovo Pierre-Marie-Joseph Darcimoles
- Arcivescovo Jacques-Marie-Achille Ginoulhiac
- Arcivescovo Pierre-Antoine-Justin Paulinier
- Vescovo François-Nicolas-Xavier-Louis Besson
- Arcivescovo Edmond-Frédéric Fuzet

La successione apostolica è:
- Vescovo Pierre-Marie Avon (1899)
- Vescovo Emmanuel-François Canappe (1901)
- Vescovo Paul-Augustin Le Coeur (1906)
- Vescovo Thomas-Paul-Henri Lemonnier (1906)

## Opere
- Frédéric Fuzet, Les Jansénistes du XVII siècle: leur histoire et leur dernier historien, M. Sainte-Beuve, Paris, Bray et Retaux, 1876, 480 p.
- Frédéric Fuzet, Les Mutualités ecclésiastiques, Rouen, 1908, 15 p.
- Frédéric Fuzet, Pétrarque en Provence, pays d'Oc et d'ailleurs : ses voyages, ses amis, sa vie chrétienne, Arles, 1989 (ristampa), 471 p.
- Una serie di omelie, discorsi, istruzioni pastorali, prefazioni di libri, eccetera, che sono disponibili sull'archivio della Biblioteca nazionale di Francia site de la Biblioteca nazionale di Francia